# ريتش كودي (لاعب كرة قدم أمريكية)
ريتش كودي (بالإنجليزية: Rich Coady)‏ هو لاعب كرة قدم أمريكية أمريكي، ولد في 26 يناير 1976 في دالاس في الولايات المتحدة.

## وصلات خارجية
- ريتش كودي على موقع مرجع كرة القدم المحترفة.كوم (الإنجليزية)